# Katarína Gillerová
Katarína Gillerová (született: Brezníková; Körmöcbánya, 1958. március 27. –) szlovák író, közgazdász.

## Élete
Garamszentkereszten nőtt fel, ahol a középiskolai tanulmányait is folytatta. Később a Pozsonyi Közgazdaságtudományi Egyetemen végzett. Már középiskolai tanulmányai során novellákat és verseket írt, ezek regionális sajtótermékekben jelentek meg.
Később több cikket tett közzé nemzeti folyóiratokban, és alkotásai közül készült műveket a Szlovák Rádió közvetítette. 2002-ben debütált az első könyvével, és azóta (szinte) évente kiadott egy-egy regényt. Számos alkotását lefordítottak cseh nyelvre. Közgazdászként dolgozik, könyvelést végez magánvállalkozók és vállalatok számára. Pozsonyban él és dolgozik.

## Művei
- Moja kamarátka knižka (2002)
- Láska si nevyberá (2004) Nem a szerelmet választja
- Dotkni sa ma, láska (2005) Érints meg, szerelem
- Poletíme za dúhou (2005)[1] A szivárványért repülni fogunk
- Ráno neplačem (2006) Nem sírok reggel
- Všetko sa raz skončí (2006) Egyszer véget ér
- Neodchádzaj (2007) Ne menj
- Záhada zadnej izby (2008) A hátsó szoba rejtélye
- Trapoška (2008)[2]
- Miluj ma navždy (2009) Szeress örökké
- Zabudni na minulosť (2010) Felejtsd el a múltat
- Cudzie spálne (2012) Külföldi hálószoba
- Skejťácke tenisky (2013)[3] Gördeszka cipők
- Ak mi uveríš (2013) Ha hiszel nekem
- Aprílové slnko (2015) Áprilisi nap
- Hra na milovanie (2016) Szerelemjáték
- Láska si nevyberá (2016)[4] Nem a szerelmet választja
- Ilúzia šťastia (2016) A boldogság illúziója
- Dotkni sa ma, láska (2017)[4] Érints meg, szerelem
- Ráno neplačem (2017)[4] Nem sírok reggel
- Všetko sa raz skončí (2017)[4] Egyszer véget ér
- Kroky v daždi (2017) Lépések az esőben
- Neodchádzaj (2018)[4] Ne menj
- Dievča v zrkadle (2018) A lány a tükörben
- Miluj ma navždy (2018)[4] Szeress örökké
- Cudzie spálne (2018)[4] Külföldi hálószoba
- Ak mi uveríš (2019)[4] Ha hiszel nekem
- Iba trochu lásky (2019) Csak egy kis szerelem
- Konečne sa rozhodni (2020)[4] Végül döntsön